# Vlkanová
Vlkanová est un village de Slovaquie situé dans la région de Banská Bystrica.

## Histoire
Première mention écrite du village en 1511.

## Démographie

### Évolution de la population
| Année:               | 1994. | 2004.    | 2014. | 2024.   |
| -------------------- | ----- | -------- | ----- | ------- |
| Nombre de personnes: | 815   | 1080     | 1296  | 1273    |
| Différence:          |       | +32,51 % | +20 % | -1,77 % |

| Année:               | 2023. | 2024.   |
| -------------------- | ----- | ------- |
| Nombre de personnes: | 1276  | 1273    |
| Différence:          |       | -0,23 % |